# 吉田豊 (言語学者)
吉田 豊（よしだ ゆたか、1954年10月11日 - ）は、日本の言語学者。京都大学名誉教授。

## 経歴
出生から修学期
1954年、石川県珠洲市で生まれた。石川県立飯田高等学校を卒業し、京都大学文学部に入学。同大学大学院に進み、文学修士号を取得。1981年から1982年までロンドン大学東洋アフリカ研究学院に留学し、シムズ＝ウィリアムズのもとで学んだ。
言語学者として
卒業後は、1986年より四天王寺国際仏教大学専任講師となった。1988年より神戸市外国語大学教授。2006年より京都大学文学部の言語学研究室教授。2020年3月に京都大学を定年退任、名誉教授となった。その後は2020年4月より帝京大学文化財研究所 客員教授として研究を続けている。
英国学士院客員会員であり、また公益財団法人東洋文庫研究員である。

## 受賞・栄典
- 1981年：日本オリエント学会奨励賞を受賞[2]
- 2014年：the World Book Award of Iranを受賞[6]。『ソグド人の美術と言語』に対して

## 研究内容・業績
専門は文献言語学で、イラン語史、中央アジア出土文献研究を専門としている。
主な解読銘文
- 中国陝西省西安市で発見されたソグド人墓である史君墓のソグド語銘文を解読した。
- 新疆ウイグル自治区昭蘇県の昭蘇県石人(泥利可汗)に刻まれたソグド語銘文を解読した。
- マニ教の『宇宙図』を世界で初めて確認したことでも知られている[8]。また、藤田美術館が所蔵する地蔵菩薩像図がマニの肖像画（『マニ像（英語版）』）であることを確認もしている[9]。

## 著作

### 単著
- 『コータン出土8-9世紀のコータン語世俗文書に関する覚え書き』(神戸市外国語大学研究叢書 第38冊) 神戸市外国語大学外国学研究所 2006
- 『ソグド語文法講義』臨川書店 2022[10]

### 編著
- 『イラン語断片集成 大谷探検隊収集・龍谷大学所蔵 中央アジア出土イラン語資料』(龍谷大学善本叢書/龍谷大学佛教文化研究所編 17) 百濟康義・ヴェルナー・ズンダーマン（ドイツ語版）共編、法藏館 1997
- 『吐魯番新出摩尼教文献研究』新疆吐魯番地区文物局、柳洪亮ら共編、文物出版社 2000
- 『ソグド人の美術と言語』曽布川寛共編、臨川書店 2011
- 『中国江南マニ教絵画研究』古川攝一共編 臨川書店 2015